# Лесные эскизы
«Лесные эскизы» (англ. Woodland Sketches), опус 51 ― сюита из десяти коротких фортепианных пьес американского композитора Эдуарда Мак-Доуэлла, которая была написана во время пребывания композитора в Питерборо (штат Нью-Гэмпшир) летом 1896 года. Каждая часть сюиты вдохновлена различными объектами и явлениями природы. «Лесные эскизы» уже в первое десятилетие после публикации завоевали популярность в США, а такие пьесы, как «К дикой розе» (№ 1) и «К водяной лилии» (№ 6), стали одними из самых известных произведений Мак-Доуэлла ― так, музыкальный историк Джон Ф. Порт назвал пьесу № 6 «одним из самых изысканных и совершенных текстов, которые Мак-Доуэлл когда-либо сочинял для фортепиано». В то время как некоторые пьесы из сюиты примечательны использованием импрессионистских приемов, изображающих природу Новой Англии, другие основаны на элементах индейской музыки; также в некоторых частях произведения чувствуется влияние музыки юга США.

## История создания
В 1896 году Эдуард Мак-Доуэлл и его жена Мэриан купили себе дом в Питерборо для летнего проживания. Композитор, вдохновившись природой вокруг своего нового дома, стал каждое утро сочинять короткие мелодии, однако позднее забросил это занятие. Мак-Доуэлл так объяснял важность «творческих подъёмов» для своей работы:
Я никогда не берусь за сочинение зимой, а посвящаю это время года рутинной работе. Летом я проживаю в доме где-нибудь за городом ― для того, чтобы снова жить по-человечески. Затем, когда я достаточно отвыкаю от городской жизни, я начинаю серьёзно задумываться о творчестве. В один прекрасный день я чувствую, что как раз в настроении для этого, и сажусь за сочинение пьес. <…> Когда у меня появляется идея, я сразу же берусь за работу и заканчиваю её. Бесполезно говорить, прежде чем я начну, о том, что я собираюсь делать. Я могу работать только так, как желает того моя душа ― иногда вообще не добиваюсь результата, даже когда чувствую, что прекрасно подготовился [к сочинению произведения].
По предложению своей жены Мак-Доуэлл восстановил и доработал одну из своих выброшенных «зарисовок природы» и назвал её «К дикой розе». Она стала первым из десяти «Лесных эскизов», которые были впервые опубликованы осенью 1896 года П. Л. Юнгом в Нью-Йорке. В 1899 году право на публикацию сюиты было передано издателю Артуру П. Шмидту, после чего она стала популярной ― после смерти Мак-Доуэлла в 1908 году, по сообщениям, было продано более ста тысяч экземпляров нот произведения. Привлекательность пьес Мак-Доуэлла была отчасти обусловлена их технической доступностью для пианистов-любителей.
Музыкальный историк Ричард Кроуфорд в 1996 году писал, что причиной появления «Лесных эскизов» явилось желание Мак-Доуэлла «заявить о себе как об американском композиторе». Незадолго до начала сочинения сюиты композитор сказал американскому писателю Гэмлину Гарленду:
Я работаю над музыкой, которая должна быть «самой американской» в творческом смысле. До сих пор наша музыка была всего лишь академическим пересказом тем Старого Света. Другими словами, она заимствована из Германии, как и все мои предыдущие работы.

## Структура
Сюита состоит из десяти пьес:
- № 1, «К дикой розе» — ля мажор (С простой нежностью)
- № 2, «Блуждающие огни» (другой перевод ― «Туманная дымка») — фа-диез минор (Стремительно и легко, фантастично)
- № 3, «В старом любовном местечке» ― ля-бемоль мажор (Несколько причудливо, не слишком сентиментально)
- № 4, «Осенью» — фа-диез минор (Жизнерадостно, почти буйно)
- № 5, «Из индейского охотничьего домика» — до минор (Строго, с большой выразительностью)
- № 6, «К водяной лилии» ― фа-диез мажор (В мечтательном, уносящем ритме)
- № 7, «От дядюшки Римуса» — фа мажор (С большим юмором, радостно)
- № 8, «Опустевшая ферма» — фа-диез минор (С глубоким чувством)
- № 9, «У лугового ручья» — ля-бемоль мажор (Грациозно, весело)
- № 10, «Рассказанное на закате» — фа минор (С пафосом)

Большая часть «эскизов» написана в простой трехчастной форме, почти все пьесы сборника представляют собой простые мелодии с аккордовым сопровождением. Сюжеты многих частей сюиты изображают природу, окружавшую домик Мак-Доуэлла (например, «К дикой розе», «Блуждающие огни», «К водяной лилии», «У лугового ручья»), создание некоторых пьес вдохновлено частыми прогулками четы Мак-Доуэллов по лесу («В старом любовном местечке», «Из индейского охотничьего домика», «Опустевшая ферма»). По словам музыковеда Дугласа Э. Бомбергера, сюита «наводит слушателя на размышления о внемузыкальных идеях». Музыковед Майкл Бройлз обнаружил связь между «Лесными эскизами» и короткими фортепианными пьесами Эдварда Грига; помимо этого, сходство с творчеством норвежского композитора также проявляется в фортепианных сонатах Мак-Доуэлла.

## Критика
В 1908 году, в своем исследовании жизни Мак-Доуэлла, Лоуренс Гилман назвал некоторые из «Лесных эскизов» одними из «отборных проявлений гения композитора». Позже Гилман отметил, что в «Эскизах» музыкальный язык Мак-Доуэлла «впервые приобретает некоторые из своих самых привлекательных и отличительных черт» и заявил, что данное произведение «обладает неизгладимым ароматом, нежностью и изюминкой». Гилман признал пьесы № 3, № 5, № 6, № 8 и № 10 композициями, примечательными своим «богатством эмоций, драматизмом и тактичной сдержанностью» и прокомментировал, что остальные пять пьес «слабы по поэтическому содержанию, хотя и выполнены с шармом и юмором».
Музыковед Николас Э. Тава в одной из своих научных работ отметил, что «изящество пьес Мак-Доуэлла в краткой форме» проявляется, помимо «Лесных эскизов», в трех последующих сюитах композитора: это «Морские пьесы», опус 55 (1898); «Сказки у камина», опус 61 (1902); и «Идиллии Новой Англии», опус 62 (1902).